# La Tour-Blanche
La Tour-Blanche (La Tor Blancha em occitano) foi uma comuna francesa na região administrativa da Nova Aquitânia, no departamento Dordonha. Estendia-se por uma área de 8,13 km². Em 2010 a comuna tinha 598 habitantes (densidade: 73,6 hab./km²).
Em 1 de janeiro de 2017, passou a formar parte da nova comuna de La Tour-Blanche-Cercles.